# Thaumatographa pyranthis
Thaumatographa pyranthis är en fjärilsart som beskrevs av Edward Meyrick 1907. Thaumatographa pyranthis ingår i släktet Thaumatographa och familjen vecklare. Inga underarter finns listade i Catalogue of Life.